# 冷やしラーメン

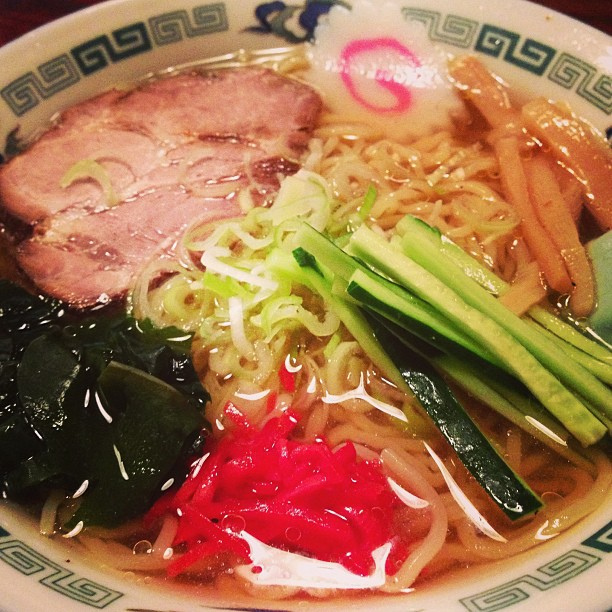
山形の冷やしラーメン

冷やしラーメン（ひやしラーメン）は、山形県、福島県などの郷土料理、ご当地グルメ。日本の麺料理の一つ。

## 概要
その名の通り冷たいラーメンであり、スープも麺も冷たく、氷を浮かべることもある。冷やし中華とは異なり、通常のラーメンと同じようにたっぷりのスープに麺が浸されている。スープは醤油味が一般的で、冷やし中華のように酸味は強くない。
なお、北海道では冷やし中華のことを冷やしラーメンと呼ぶこともある。東洋水産がマルちゃんブランドとして販売している「冷しラーメン」も冷やし中華である。
山形県（内陸部）のものがよく知られているが、それ以外の地域で考案された「冷やしラーメン」もある。

## 日本各地の冷やしラーメン

### 山形県
山形県山形市本町のラーメン店「栄屋本店」の初代店主が、夏に冷たいラーメンを食べたいという常連客の要望で開発を始め、試行錯誤の末、1年かけて1952年に完成させた。
山形市は盆地に位置するため、1933年7月に気温40.8度を記録し長らく日本最高記録だったほどであり、夏の暑さは厳しい。温かいラーメンの需要は落ち、冷たい蕎麦からの発想で、ラーメンも冷たくなったのではないかと、ラーメン評論家の大崎裕史は推測している。
山形ラーメンは醤油味が圧倒的に多く、山形（内陸部）の冷やしラーメンも同様に醤油味がほとんどである。スープは鰹節や昆布を使った、汁が透き通った醤油ダシとなっている。山形（内陸部）の冷やしラーメンが東京圏に知られるようになったのは2000年頃で、2013年頃の東京では煮干しから出汁をとったアレンジがトレンドになっており、塩味、トマト味、豚骨味など各店舗でのバリエーションも豊かになってきている。

### 福島県

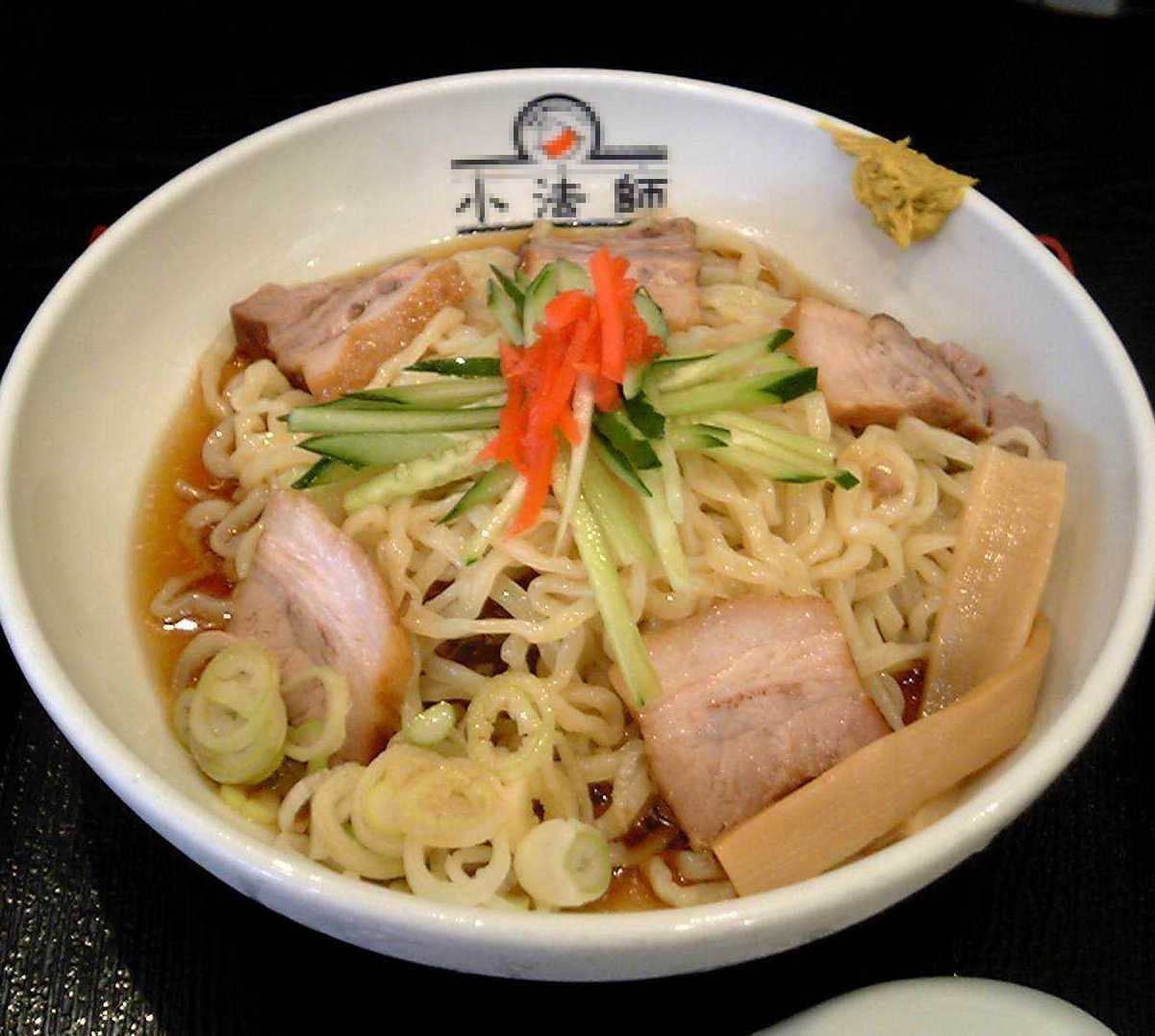
喜多方ラーメン坂内小法師の冷やしラーメン

1952年2月に福島県会津坂下町でも「冷やしラーメン」が誕生している。
冬に食堂「いしやま」を訪れた、風邪のための高熱で食欲のなくなった女性にラーメンの麺を水で洗って食べさせたのが発祥とされる。
麺食が経営するチェーン店「喜多方ラーメン坂内」では、平打ち縮れ麺にカツオと煮干しの和風だしの醤油味ベースのスープの「和風冷やしラーメン」を販売しており、2011年にはローソンでも喜多方ラーメン坂内がメニューを監修した冷やしラーメンが期間限定で発売された。
2015年に、発祥の店である食堂「いしやま」と道の駅あいづ 湯川・会津坂下で家庭用商品を発売している。

### 新潟県
長岡市栃尾地域の鈴多食堂（1935年創業）が戦後に提供を始めたとされる。裏付けのある正確な登場時期は不明だが、1950年代とされる。同店では「ラーメンの冷やし」と称するが、他店でも追随し、冷や丼（冷やし丼）とも呼ぶようになった。ただし、単に冷やしラーメンと称する店が多数派である。細麺の醤油味が基本。

### 東海地方
静岡県旧志太郡（藤枝市、焼津市、島田市）では、水で締めた麺に酢の入っていない甘口スープの「冷やしラーメン」を提供する店もある。発祥は不明だが、1919年創業の「マルナカ」では戦前から冷やしを提供していたという証言がある。
1978年に寿がきや食品が「冷しラーメン」を発売し、以後、東海エリアでは夏の食事として多くの人々に愛されている。

### 鳥取県
鳥取市のご当地ラーメンに素ラーメンがあるが、鳥取市役所食堂では旧市庁舎時代に、夏季限定のバリエーションとして出汁、麺を共に冷やしてゴマ油を効かせた「冷やしラーメン」が販売されていた。なお、スープは冷やしたうどんつゆとなる。

## その他
- 東洋水産や寿がきや食品では、インスタントや生めんの冷やし中華を「冷しラーメン」という商品名で沖縄を除く全国販売している。
- 2015年、2016年にはJapanese Soba Noodles 蔦が監修を行った「冷し醤油ラーメン」がサークルKから限定販売された[16]。
- 2017年から、夏になるとサッポロ一番がCMでサッポロ一番塩ラーメンのアレンジレシピ「冷やし塩ラーメン」などの作り方をCMや公式サイトなどで紹介している[17]。